# Provincia Kanchanaburi
Kanchanaburi (în thailandeză กาญจนบุรี) este o provincie (changwat) din Thailanda. Situată în regiunea de Centru, provincia Kanchanaburi are în componența sa 13 districte (amphoe), 98 de sub-districte (tambon) și 887 de sate (muban). 
Cu o populație de 849.361 de locuitori și o suprafață totală de 19.483,2 km2, Kanchanaburi este a 26-a provincie din Thailanda ca mărime după numărul populației și a 3-a după mărimea suprafeței.